# Antarktischer Marmorbarsch
Der Antarktische Marmorbarsch (Notothenia rossii) ist ein Antarktisdorsch aus der Ordnung Antarktisfische, der zwischen dem südlichen Neuseeland und den subantarktischen Meeren verbreitet ist und dessen bevorzugtes Habitat felsige Riffe sind. Maximal wurde bisher eine Länge von 92 Zentimeter, ein Gewicht von 10 Kilogramm und ein Höchstalter von 16 Jahren festgestellt.
Junge Antarktische Marmorbarsche bleiben näher an der Oberfläche, vor allem in den seichten Fjordbuchten. Jährlinge ernähren sich hauptsächlich von Mesozooplankton in Wassertiefen zwischen 5 und 15 Meter. Unreife und reife Fische leben im Benthal, bleiben aber in flacheren Gewässern in 10 bis 20 Meter Tiefe. Geschlechtsreife Fische verlassen die Fjorde und halten sich im Bereich des Kontinentalschelfs auf.
Als subantarktische Art zeigt der Antarktische Marmorbarsch spezielle Anpassungen an tiefe Wassertemperaturen wie etwa Antigefrierproteine im Blut. Wie alle Vertreter der Familie hat auch der Antarktische Marmorbarsch keine Schwimmblase, Auftrieb wird vor allem durch Fettgewebe erzeugt.